# Antonio Regal
Antonio Jesús Regal Angulo, kurz Antoñito, (* 24. Dezember 1987 in Herrera) ist ein spanischer Fußballspieler.

## Karriere
Antoñito begann seine Karriere bei Polideportivo Ejido. Im November 2007 debütierte er, am elften Spieltag der Saison 2007/08, für die Profis von Poli gegen UD Salamanca in der Segunda División. Im Januar 2008 wurde er an den Drittligisten UD Melilla verliehen, für den er bis Saisonende 13 Spiele absolvierte, in denen er ein Tor erzielen konnte. Im Sommer 2008 kehrte er zu Poli Ejido zurück, das in seiner Abwesenheit in die Segunda División B abgestiegen war.
Im Sommer 2010 wechselte er zu UD Almería B, der Zweitmannschaft von UD Almería. In der Saison 2011 absolvierte er 30 Spiele für Almería B in der dritthöchsten spanischen Spielklasse, in denen er einen Treffer erzielte.
Zur Saison 2011/12 wechselte Antoñito zu Écija Balompié. In seiner ersten Saison erzielte er in 30 Spielen zwei Tore; in der Saison 2012/13 kam er auf vier Treffer in 35 Spielen.
Im Sommer 2013 wechselte er zum FC Cartagena. In der Saison 2013/14 absolvierte er für Cartagena 35 Partien in der Segunda División B, in denen er drei Mal einnetzen konnte.
Zur Saison 2014/15 wechselte er zum Zweitligaaufsteiger Albacete Balompié. Nach zwei Saisonen in der Segunda División stieg er mit Albacete in der Saison 2015/16 in die Segunda División B ab.
Zur Saison 2016/17 wechselte Antoñito zum Zweitligisten FC Córdoba, bei dem er einen Zweijahresvertrag erhielt.